# 竹内英孝
竹内 英孝（たけうち えいこう、1963年7月28日 - ）は、日本の映画監督である。長野県松本市出身。日本映画監督協会正会員。日活芸術学院卒業後、国際放映、東映撮影所などで助監督を担当。1989年「一太郎」（JVD）で監督デビュー。

## 来歴・人物
小学生のころ、初めて映画館で観た『ジョーズ』に強い衝撃を受けて映画監督に憧れ、中学生のころに観た『スター・ウォーズ』『未知との遭遇』の影響でVFXにも興味を抱き、独学でVFXも行っている。
助監督時代の師匠は『仮面ライダー』初期のメイン監督であった折田至。
子供のころにはUFOを研究しており、UFO研究家でもあった折田と意気投合する。
東映東京撮影所を離れてからは倉木麻衣の実父である山前五十洋と出会い、長年パートーナーとして仕事をともにしていた。
山前も竹内も大のSF映画好き。山前の引っ越し先が見つからない1年半ほど、山前が竹内宅で暮らしていた。
日本映画監督協会では先輩監督インタビューを担当しており、撮影・編集した映像は国立映画アーカイブにて永久保存されている（栗山富夫、佐藤重直、神山征二郎、出﨑哲、山本洋子などの監督を担当）。

## 主な作品
- スケバン刑事シリーズ
- 仮面ライダーシリーズ
- 『巨獣特捜ジャスピオン』 - 特撮班（折田班）
- 『ネイチャリング・スペシャル・エフェックス』オリジナルビデオ
- 『万華鏡』オリジナルビデオ
- 『祝デビュー50周年！ビートルズ特番』BSスカパー!
- 『セーラー服刑事』ビデオ映画
- 『MyAngels』ビデオ映画
- 『MAGIC』ビデオ映画
- ダンカン主催劇団用映像
- サンミュージックGETライブ用映像
- ブッチャーブラザーズライブ用映像
- 「Father&Mother」MV
- Drastic Full MooN - 神月 - 【 光夜 】MV
- 『レインボーハーツ」短編映画
- 『一瞬の永遠』短編映画
- 『イケメン占い師と恋の副作用』短編映画
- 『恋する新撰組』（原作／越水利江子・角川つばさ文庫）イメージソングCM（歌／日南まゆき）